# ゲオルク2世 (ザクセン＝マイニンゲン公)

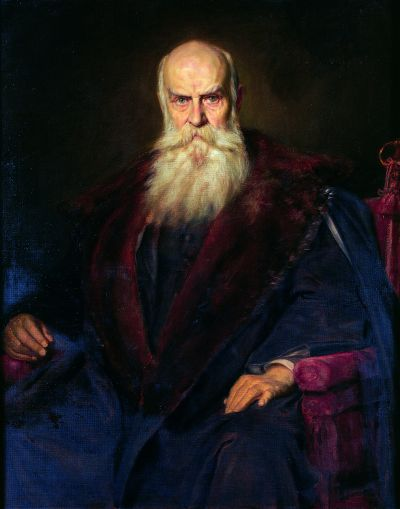
毛皮を纏い肘掛け椅子に座したゲオルク2世の肖像 (Porträt Georg II. in einem Lehnstuhl sitzend mit einem offenen Pelz, 1903)

ゲオルク2世（ドイツ語:Herzog Georg II. von Sachsen-Meiningen, 1826年4月2日 - 1914年6月25日）は、ザクセン＝マイニンゲン公（在位：1866年 - 1914年）。

## 生涯
ザクセン＝マイニンゲン公ベルンハルト2世とその妃でヘッセン選帝侯ヴィルヘルム2世の娘であるマリーの間の長男として生まれた。1866年9月20日、父ベルンハルト2世が普墺戦争においてオーストリア側に与した責任をとって退位すると、公爵位を引き継いだ。ゲオルクは父と違い、プロイセンへの忠誠を誓い続けて普墺戦争でプロイセン軍の陸軍中将として従軍している。
ゲオルク2世は普仏戦争においてもマイニンゲン軍を率いて参戦し、ヴェルトの戦いではフランス軍旗を最初に奪取する戦功を立て、またほぼ全ての戦闘に参加している。ゲオルク2世は、ともにパリ入城を果たし、その地でドイツ皇帝として戴冠したヴィルヘルム1世とは生涯の親友であった。
普仏戦争の後、ゲオルクは演劇の発展に情熱を捧げた。晩年、ゲオルクは耳がほとんど聞こえなくなり、政治生活から引退した。ゲオルク2世は1914年6月25日に亡くなり、長男のベルンハルト3世が後を継いだ。

## 結婚と子女
1849年5月18日、ゲオルクはプロイセン王子アルブレヒト（ヴィルヘルム1世の弟）の娘で又従妹のシャルロッテと結婚し、二男一女をもうけた。ゲオルクと才能豊かな妻シャルロッテの夫婦仲は睦まじかったが、シャルロッテは1855年に亡くなった。
- ベルンハルト3世（1851年 - 1928年）
- ゲオルク・アルブレヒト（1852年 - 1855年）
- マリア・エリーザベト（1853年 - 1923年）

1858年10月23日、ゲオルクはホーエンローエ＝ランゲンブルク侯エルンスト1世の娘で又従妹にあたるフェオドラと再婚した。フェオドラはイギリスのヴィクトリア女王の姪であったが、先妻のように知性も芸術への関心もない彼女との結婚生活は、ゲオルクにとっては不幸であった。夫妻は3人の息子をもうけたが、フェオドラは1872年に死去した。
- エルンスト（1859年 - 1941年）
- フリードリヒ（1861年 - 1914年）
- ヴィクトル（1865年）

1873年3月18日、ゲオルクは女優のエレン・フランツと貴賤結婚をし、エレンはヘルトブルク男爵夫人の称号を与えられた。夫妻は子供を授からなかったが仲が良く、ともに演劇の振興に尽くした。
| 爵位・家督           | 爵位・家督                               | 爵位・家督           |
| -------------------- | ---------------------------------------- | -------------------- |
| 先代 ベルンハルト2世 | ザクセン＝マイニンゲン公 1866年 - 1914年 | 次代 ベルンハルト3世 |